# Præcisionsfermentering

Præcisionsfermentering er en form for industriel fermentering, hvor mikroorganismer dyrkes i ståltanke for at producere proteiner og andre fødevarebestanddele. Vitaminer, lægemidler, smags- og aromastoffer til fødevarebranchen kan også fremstilles ved hjælp af præcisionsfermentering. De anvendte mikroorganismer kan eksempelvis være bakterier, svampe, mikroalger eller gærceller. Præcisionsfermentering adskiller sig fra anden fermentering ved, at de anvendte mikroorganismer er blevet fremstillet specielt til formålet, for eksempel via genmodificering. Det står i modsætning til fermentering mere generelt, hvorved der normalt forstås anvendelse af mikroorganismer, der allerede på forhånd findes i naturen.

## Grøn omstilling
Præcisionsfermentering vurderes af flere at være en meget vigtig teknologi i den grønne omstilling. Teknikken kan medvirke til at formindske udledningen af drivhusgasser i fremstillingen af fødevarer ved at erstatte animalsk produceret protein, f.eks. mejeriprodukter. Teknikken kan også anvendes i fremstillingen af lægemidler som kræft- og malariamedicin og energiprodukter.
Præcisionsfermentering kan eksempelvis anvendes til at producere rød rødbedefarve. Denne farve kan produceres med en gær via en fermenteringsproces fremfor at bruge rigtige rødbeder, hvorved resursespild af rødbeder kan undgås.

### Præcisionsfermenteret mælk
Der arbejdes både i Danmark og udlandet med at udvikle præcisionsfermenteret mælk i kommerciel skala til erstatning af traditionel komælk. Præcisionsfermenteret mælk indgik således som et vigtigt led i en rapport fra Klimarådet i august 2024 om scenarier til at opfylde Danmarks officielle klimamål i 2050.

## Historie
Præcisionsfermentering har været kendt i årtier. Eksempelvis har en virksomhed som Novo Nordisk i mange år anvendt teknikken til at fremstille insulin. Interessen for teknologien og den dermed tilhørende udvikling er imidlertid steget stærkt siden 2012, hvor CRISPR-teknologien blev tilgængelig. Denne gør det populært sagt muligt at klippe et gen ud af en eksisterende plante og sætte det ind i en anden celle.